# بارساغيت

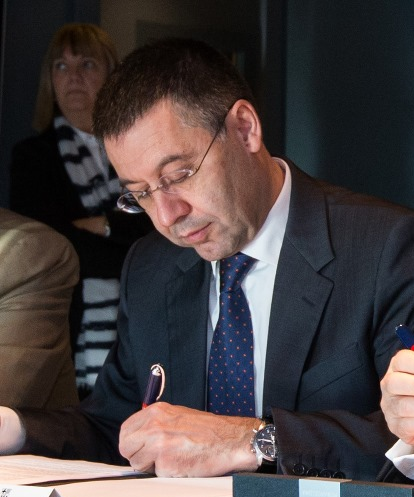
رئيس نادي برشلونة جوسيب ماريا بارتوميو في عام 2014

قضية مشاريع آي 3 (بالإنجليزية: I3 Ventures case)‏ المعروفة أيضًا باسم بارساغيت (بالإنجليزية: Barçagate)‏ أو بارتوغيت (بالإنجليزية: Bartogate)‏، كانت حملة تشهير مزعومة لنادي برشلونة على وسائل التواصل الاجتماعي تم الكشف عنها في 17 فبراير 2020 من قبل الصحفيين أدريا سولديفيلا وسيرجي إسكوديرو من برنامج (بالكتالونية: Què T'hi Jugues)‏ على إذاعة كادينا سير. تضمنت حملة التشهير المزعومة توظيف شركة تسمى (I3Ventures.sl) لإنشاء دول رأي على وسائل التواصل الاجتماعي، من خلال عشرات الحسابات «غير الرسمية» للنادي والتي ستكون مخصصة لحماية صورة جوسيب ماريا بارتوميو (رئيس النادي في ذلك الوقت) المتهم بالتلاعب بمباريات كرة القدم لنادي برشلونة وفي نفس الوقت مهاجمة أشخاص من مناطق مختلفة من بيئة برشلونة. وشملت الأهداف المزعومة لحملة التشهير لاعبين مثل ليونيل ميسي أو جيرارد بيكيه، ولاعبين سابقين مثل تشافي، وكارليس بويول، وبيب غوارديولا، وكذلك شخصيات محلية مثل فيكتور فونت (المرشح المسبق لرئاسة النادي)، وخوان لابورتا، وجاومي روريس، بالإضافة إلى ملفات شخصية عن المنظمات المؤيدة للاستقلال والشخصيات السياسية مثل يواكيم تورا وكارليس بويغديمونت، وأمينيوم كالتشر، والجمعية. ناسيونال كاتالانا، وتسونامي الديمقراطية.
في البداية، نفى مجلس إدارة برشلونة الاستعانة بشركة مشاريع آي 3 لأي حملات على وسائل التواصل الاجتماعي تهدف إلى تعزيز صورة المجلس أو استهداف ملفات تعريف أخرى. في اليوم الذي نُشرت فيه القضية، أعلن رئيس النادي بارتوميو إنهاء العقد مع شركة I3 Ventures. واعترف بأن العقد، الذي تم تطبيقه منذ عام 2017، كان يهدف إلى مراقبة المعلومات المنشورة عن النادي على وسائل التواصل الاجتماعي.
في 1 مارس 2021، داهمت الشرطة الكتالونية مكاتب النادي في عملية تفتيش ومصادرة؛ بالإضافة إلى ذلك، تم القبض على بارتوميو ومستشاره جاومي ماسفيرير والرئيس التنفيذي أوسكار جراو ورئيس الخدمات القانونية رومان جوميز بونتي. اعترف بارتوميو بأنه استأجر شركة مشاريع آي 3 لتحسين صورة برشلونة على وسائل التواصل الاجتماعي، لكنه نفى أنه كان ينوي الإضرار بسمعة الأفراد. وقد ربحت شركة التواصل الاجتماعي 980 ألف يورو من الحملة. في نفس اليوم، أصدر نادي برشلونة بيانًا أعلن فيه أن المعلومات والوثائق التي طلبتها قوة الشرطة القضائية تتعلق فقط بقضية «الاتصال بخدمات المراقبة على الشبكات الاجتماعية».